# Stegophiura sterilis
Stegophiura sterilis är en ormstjärneart som beskrevs av Jean Baptiste François René Koehler 1922. Stegophiura sterilis ingår i släktet Stegophiura och familjen fransormstjärnor. Inga underarter finns listade i Catalogue of Life.